# 多裂福王草
多裂福王草（学名：Prenanthes macrophylla）为菊科福王草属的植物，是中国的特有植物。分布在中国大陆的四川、河北、陕西、北京、山西、河南、甘肃等地，生长于海拔1,100米至2,300米的地区，见于山谷林下、山坡、草丛中和潮湿地，目前尚未由人工引种栽培。

## 别名
大叶盘果菊（中国高等植物图鉴）